# Ласточкохвостый красноногий манакин
Ласточкохвостый красноногий манакин (лат. Chiroxiphia caudata) — южноамериканская певчая птица из семейства манакиновые.

## Описание
Оперение самца преимущественно синего окраса, крылья почти чёрного цвета, голова чёрная с красной макушкой, перья хвоста синие. Оперение самки матово-зелёного цвета, кайма крыльев более тёмная, брюхо светлое, горло и грудь оливково-зелёного цвета. 

## Распространение
Ласточкохвостый красноногий манакин живёт во вторичных лесах и влажных джунглях в юго-восточной Бразилии, восточном Парагвае и в северо-восточной Аргентине.

## Питание
Птица питается насекомыми, ягодами и другими мелкими плодами.

## Размножение
До 50-и самцов собираются на поляне и исполняют танцы, чтобы обратить на себя внимание самок. Сначала каждая птица выбирает себе место на нижних ветвях близлежащих деревьев и там ждёт, когда подойдёт его очередь. Во время танца токования каждая птица издаёт различные звуки и свистящие шумы с помощью крыльев. Самка выбирает партнёра и спаривается с ним. Затем в одиночку она строит гнездо, высиживает и выкармливает птенцов. Чашеобразное гнездо располагается в ветвях над водоёмом. В кладке, как правило, 2 яйца.